# Il giuramento
Il giuramento (« Le Serment » en français) est un opéra de Saverio Mercadante en trois actes et en langue italienne composé en 1837. Le livret, écrit par Gaetano Rossi, s'inspire du roman Angélo, tyran de Padoue de Victor Hugo. La première représentation a lieu le 11 mars 1837 au Teatro alla Scala de Milan et remporte un grand succès. C'est le 41e opéra des 70 écrits par le compositeur. 

## Historique
Saverio Mercadante a essuyé un relatif échec avec son précédent opéra I Briganti, donné en 1836 au Théâtre italien de Paris où le compositeur s'était rendu à l'invitation de Gioachino Rossini. Mais ce séjour à Paris fut l'occasion pour lui de se familiariser avec le style du grand opéra français et d'assister à des représentations de La Juive de Fromental Halévy qui le conduisirent à renforcer l'aspect dramatique de ses œuvres notamment dans Il giuramento l'année suivante, qui reste son opéra le plus connu. Sur un sujet qui sera repris par Arrigo Boito pour La Gioconda d'Amilcare Ponchielli.
Après la Première à Milan, l'opéra a été très rapidement repris dans d'autres villes en Italie et hors des frontières. Il a ainsi été mis en scène à Vienne en avril 1838, au Teatro La Fenice de Venise avec Giorgio Ronconi (baryton), Caroline Unger et Napoleone Moriani en décembre 1838. La reprise à Rome en 1839 se fait sous le titre de Amore e dovere. L’œuvre a poursuivi ensuite son périple international avec, notamment, une première représentation à Londres en juin 1840, à New York en février 1848 et au Théâtre italien de Paris le 22 novembre 1858.
À partir de 1900, l'opéra disparaît peu à peu, alors qu'avant 1900, environ 400 représentations avaient été données, et 150 de la Vestale de Saverio Mercadante, quand à la même époque, Giovanna d'Arco et Don Carlos dans toutes ses versions n'avaient eu droit qu'à environ 90 représentations.
Quelques reprises ont eu lieu à partir des années 50, certaines prestations étant enregistrées. En 1970 l'opéra est repris à l'occasion du festival dei due mondi à Spolète sous la direction de Thomas Schippers. Le chef d'orchestre Gerd Albrecht dirige également plusieurs représentations à Berlin en 1974 puis en 1979 à Vienne, dont il sort un enregistrement avec Agnes Baltsa, Mara Zampieri et  Plácido Domingo.
Le festival de la vallée d'Itria à Martina Franca en donne également une série de représentations sous la direction de Bruno Campanella durant l'été 1984. L'Angers-Nantes Opéra propose à son tour une nouvelle productions scénique sous la direction de Giuliano Carella fin 1993, puis le Wexford Festival Opera en 2002 sous la direction de Paolo Arrivabeni et le Washington Concert Opera propose une version concertante en 2009 sous la direction d'Anthony Walker.
Colleen Fay souligne dans son ouvrage Background to Mercadante's Il Giuramento : « sa structure dramatique tendue et sa peinture de scènes musicales vives le distinguent des opéras de son époque… Non seulement nous entendons dans sa musique un lyrisme italien fidèle à la tradition, mais aussi les premiers éléments s'éloignant de l'ornementation pour elle-même. Mercadante utilise l'orchestre non pas comme un simple accompagnement de l'action dramatique, mais comme un partenaire à part entière dans le drame ».

## Argument
Lieu : Syracuse
Époque : XIVe siècle
Il giuramento met en scène l'histoire de Manfredo, comte de Taormina, et de son épouse Bianca, qui aime Viscardo di Benevento. Le comte aime également Elaisa, une femme riche du nord de l'Italie, laquelle est également éprise de Viscardo. Ce dernier aime Bianca ce qui rend Elaisa jalouse et désireuse de tuer sa rivale. Mais Elaisa lui doit la survie de son propre père, lorsque Bianca a obtenu sa grâce auprès de son père qui allait le tuer. Enfin, Brunoro, le secrétaire de Manfredo, a également été épris de Bianca qu'il hait à présent.

### Acte 1
Bianca a été mariée contre son gré au comte Manfredo, bien qu'elle soit secrètement amoureuse d'un chevalier inconnu. Elaisa, une jeune femme à la recherche de la fille de son bienfaiteur, et Viscardo arrivent en ville. Le courtisan en disgrâce Brunoro découvre que Viscardo est le chevalier aimé de Bianca. Il le dit à Elaisa afin de la rendre jalouse mais elle découvre que Bianca était la femme qu'elle recherchait.

### Acte 2
Le comte soupçonne Bianca d'infidélité et l'enferme dans la tombe familiale, avec l'intention de l'empoisonner. Mais Elaisa, qui est aimée du comte, parvient à substituer un puissant narcotique au poison.

### Acte 3
Viscardo pense qu'Elaisa est responsable de la mort de Bianca et la poignarde au moment où Bianca se réveille de son sommeil profond.

## Structure musicale

### Acte 1
- Prélude et ouverture
  - Chœurs : ogni intorno echeggiano
  - Cavatine Viscardo La dèa di tutti i cor
  - Chœurs et Cavatine Manfredo Elaisa! Elaisa! - Fier sospetto, ohimè! si desta (Coro, Manfredo)
  - Quatuor Vicino a chi s'adora (Elaisa, Viscardo, Manfredo, Coro, Brunoro)
  - Scène et Romance Elaisa Che ascolto! - Di un superbo vincitore (Viscardo, Manfredo, Elaisa, Brunoro)
  - Strette de l'ouverture  Or la danza si riprenda (Coro, Elaisa, Viscardo, Manfredo)
- Chœur des femmes et Cavatine Bianca Era stella del mattino - Oh! sì, mie care...oh sì! (Chœurs, Bianca)
- Recitatifs, romance Viscardo et duo Viscardo et Bianca Preghiamo. Ah! Pregai tanto! - Ti creò per me l'amor - Ah! Ti trovai, bell'angelo (Bianca, Brunoro, Viscardo)
- N. 4 - Récitatifs et duo Elaisa e Bianca Tutto è tenebre...e si tace - Di Viscardo io son amante
- N. 5 - Scène, quintette et Finale I Fermate. / Cielo! - Manfredo! È perduta! (Viscardo, Bianca, Isaura, Elaisa, Manfredo, Chœurs)

### Acte 2
- N. 6 - Chœur d'introduction et aria Viscardo, recitatifs et aria Viscardo Vittoria! Siracusa! - Fu celeste quel contento - Or sei pago avverso fato (Chœurs, Viscardo)
- N. 7 - Grande scène Manfredo Sacro alla pace degli estinti...Augusto e terribile soggiorno - Alla pace degli eletti - Lascia ormai quest'asilo di morte (Manfredo, Chœurs)
- N. 8 - Scene et duo Elaisa et Bianca Si compia il giuramento - Oh! Qual nome pronunciaste!
- N. 9 - Scene, trio et Finale II Viscardo!... - Quel sangue...quel vorrei (Bianca, Elaisa, Manfredo)

### Acte 3
- N. 10 - Scène et romance Elaisa Ah! Voi qui già stavate! - Ma negli estremi istanti
- N. 11 - Scene et duo final Viscardo e Elaisa Eccola! - S'io l'amava! Sciagurata! (Viscardo, Elaisa, Bianca)

## Personnages et interprètes des Premières mondiale et française
| Personnages                 | Tessiture | Interprètes de la Première mondiale Teatro alla Scala Milano 1837 | Interprètes de la Première française Théâtre Italien Paris 1858). |
| --------------------------- | --------- | ----------------------------------------------------------------- | ----------------------------------------------------------------- |
| Elaisa                      | soprano   | Sofia Dall'Oca-Schoberlechner                                     | Rosina Penco                                                      |
| Manfredo, comte de Syracuse | baryton   | Giovanni Orazio Cartagenova                                       | Francesco Graziani                                                |
| Bianca                      | contralto | Marietta Brambilla                                                | Marietta Alboni                                                   |
| Viscardo di Benevento       | ténor     | Francesco Pedrazzi                                                | Lodovico Graziani                                                 |
| Brunoro                     | ténor     | Giuseppe Vaschetti                                                |                                                                   |
| Isaura, confidente          | soprano   | Angela Carolina Pochini                                           |                                                                   |

## Discographie
- 1952  - Rolando Panerai (Manfredo), Miriam Pirazzini (Bianca), Maria Vitale (Elaisa), Amedeo Berdini (Viscardo), Aldo Bertocci (Brunoro), Liliana Pellegrino (Isaura), Alfredo Simonetto (direction), Coro ed Orchestra della RAI di Milano, Audio CD: Myto 2MCD 905 32 (2 CD, 1990, con estratti della registrazione 1970). Enregistrement radio.
- 1970  - Gianluigi Colmagro (Manfredo), Beverly Wolff (Bianca), Patricia Wells (Elaisa), Michele Molese (Viscardo), Thomas Schippers (direction), Juilliard Orchestra, Choir of the Juilliard American Opera Center, Audio CD: Myto 2MCD 905 32 (2 CD, 1990, con estratti della registrazione 1951); Memories HR 4174/75 (2 CDS)- Enregisrement en direct.
- 1975  - Lajos Miller (Manfredo), Benedetta Pecchioli (Bianca), Teresa Zylis-Gara (Elaisa), Michele Molese (Viscardo), Bernard Plantey (Brunoro), Claudy Tremblay (Isaura), Maurizio Arena (direction), Orchestra e coro della Radio France, Audio CD: Rodolphe Cat: RPC 32417-32418- Retransmission radio.
- 1979  - Robert Kerns (Manfredo), Agnes Baltsa (Bianca), Mara Zampieri (Elaisa), Plácido Domingo (Viscardo), Gerd Albrecht (direction), Orchestra e Coro dell'Opera di Vienna, Audio CD: House of Opera CDBB 335 (2 CD, 2003) - Enregistrement du concert du 9 septembre.
- 1984  - Luigi De Corato (Manfredo), Carmen Gonzales (Bianca), Jolanta Omilian (Elaisa), Piero Visconti (Viscardo), Giuseppe Fallisi (Brunoro), Elisabetta Tandura (Isaura), Bruno Campanella (direction), Orchestra del Festival di Martina Franca, New Cambridge Chorus, Audio CD: Fonit Cetra «Italia» CDC 82 (1994); Warner Fonit 3984 29177-2 (2 CD, 2000) - enregistrement en direct.
- 1993 - Marc Barrard (Manfredo), Martine Olmeda (Bianca), Giovanna De Liso (Elaisa), Giuseppe Morino (Viscardo), Pascal Aubert (Brunoro), Giuliano Carella (direction), Orchestre du Pays de la Loire, Choeurs de l'Opéra de Nantes, Audio CD: Nuova Era NE 7179-80 (2 CD, 1994) -  enregistrement en direct.